# District de Zhabei
Le district de Zhabei (闸北区 ; pinyin : Zháběi Qū) est une ancienne subdivision du centre de la municipalité de Shanghai en Chine. C'est un ancien district de Shanghai, le 4 novembre 2015, il a fusionné avec le district de Jing'an.
C'est un des districts qui forme Puxi.